# 웹툰을 원작으로 삼은 영화 목록
다음은 웹툰을 원작으로 삼은 영화의 작품 목록이다.

## 2021 ~ 현재 (개봉순)
| 개봉   | 제목                            | 원작                                                   | 비고                           |
| ------ | ------------------------------- | ------------------------------------------------------ | ------------------------------ |
| TBA    | 개미잡이                        | 이익수의 웹툰, 《개미잡이》                            |                                |
| 2024년 | 신인류 전쟁: 부활남             | 채용택, 김재한의 웹툰, 《부활남》                      |                                |
| 2023년 | 천박사 퇴마 연구소: 설경의 비밀 | 후렛샤의 웹툰 《빙의》                                 | NETFLIX, TVING                 |
| 2023년 | 비의도적 연애담 스폐셜          | 피비 - 웹툰 «비의도적 연애담»                          | TVING 드라마 «비의도적 연애담» |
| 2023년 | 너클걸                          | 유상진, 전상영의 웹툰, 《너클걸》                      | 아마존 프라임                  |
| 2023년 | 용감한 시민                     | 김정현의 웹툰, 《용감한 시민》                         |                                |
| 2023년 | 옥수역 귀신                     | 호랑의 웹툰, 2011 미스테리 단편 중 5화 《옥수역 귀신》 |                                |
| 2022년 | 문맨                            | 조석 - 웹툰 《문유》                                   | 중국영화                       |
| 2022년 | 아부쟁이                        | 이익수의 웹툰, 《아부쟁이》                            |                                |
| 2022년 | 그녀의 버킷리스트               | 황양, 솦의 웹툰, 《그녀의 버킷리스트》                 |                                |
| 2022년 | 러브 앤 위시                    | 이네의 웹툰, 《러브 앤 위시》                          |                                |
| 2022년 | 펌킨타임                        | 개다래의 웹툰, 《펌킨타임》                            |                                |
| 2022년 | 모럴센스                        | 겨울의 웹툰, 《모럴센스》                              |                                |
| 2021년 | 샤크: 더 비기닝                 | 운(雲), 김우섭의 웹툰, 《샤크》                        | TVING                          |
| 2021년 | 아이들은 즐겁다                 | 허5파6의 웹툰, 《아이들은 즐겁다》                     |                                |

## 2011 ~ 2020년 (개봉순)
| 개봉   | 제목                     | 원작                                        | 비고 |
| ------ | ------------------------ | ------------------------------------------- | ---- |
| 2020년 | 해치지않아               | HUN - 웹툰 『해치지않아』                   |      |
| 2019년 | 다시, 봄                 | 라라시스터의《다시, 봄》                    |      |
| 2019년 | 시동                     | 조금산의 웹툰, 《시동》                     |      |
| 2019년 | 아내를 죽였다            | 희나리의 웹툰, 《아내를 죽였다》            |      |
| 2019년 | 발광하는 현대사          | 강도하의 웹툰, 《발광하는 현대사》          |      |
| 2019년 | 롱 리브 더 킹: 목포 영웅 | 버드나무숲의 웹툰, 《롱리브더킹》           |      |
| 2019년 | 0.0MHz                   | 장작의 웹툰, 《0.0MHz》                     |      |
| 2018년 | 신과함께: 인과 연        | 주호민의 만화, 《신과함께》                 |      |
| 2018년 | 여중생A                  | 허5파6의 웹툰, 《여중생A》                  |      |
| 2018년 | 치즈인더트랩             | 순끼의 웹툰,《치즈인더트랩》                |      |
| 2017년 | 강철비                   | 양우석의 웹툰,《스틸 레인》                 |      |
| 2017년 | 신과함께: 죄와 벌        | 주호민의 만화, 《신과함께》                 |      |
| 2017년 | 반드시 잡는다            | 제피가루의 웹툰, 《아리동 라스트 카우보이》 |      |
| 2017년 | 성판17                   | 멀덕의 웹툰, 《성판17》                     |      |
| 2017년 | 올리고당 더 무비         | 악어인간의 웹툰, 《올리고당 더 무비》       |      |
| 2016년 | 그녀들의 사정            | 김환타의 웹툰, 《그녀들의 사정》            |      |
| 2016년 | 썰만화                   |                                             |      |
| 2015년 | 《내부자들》             | 윤태호의 웹툰, 《내부자들》                 |      |
| 2015년 | 《나인틴 쉿 상상금지》   | 은야의 웹툰, 《나인틴》                     |      |
| 2015년 | 《고양이 장례식》        | 홍작가의 웹툰, 《고양이 장례식》            |      |
| 2015년 | 《타이밍》               | 강풀의 만화, 《타이밍》                     |      |
| 2014년 | 《발광하는 현대사》      | 강도하의 웹툰, 《발광하는 현대사》          |      |
| 2014년 | 《패션왕》               | 기안84의 웹툰, 《패션왕》                   |      |
| 2013년 | 《더 파이브》            | 정연식의 웹툰, 《더 파이브》                |      |
| 2013년 | 《은밀하게 위대하게》    | Hun의 웹툰,《은밀하게 위대하게》            |      |
| 2013년 | 《전설의 주먹》          | 이종규, 이용균의 웹툰, 《전설의 주먹》      |      |
| 2012년 | 《26년》                 | 강풀의 웹툰,《26년》                        |      |
| 2012년 | 《이웃사람》             | 강풀의 만화, 《이웃사람》                   |      |
| 2011년 | 《통증》                 | 강풀                                        |      |
| 2011년 | 《그대를 사랑합니다》    | 강풀의 웹툰, 그대를 사랑합니다              |      |

## 2000 ~ 2010년 (개봉순)
| 개봉   | 제목         | 원작                      | 비고 |
| ------ | ------------ | ------------------------- | ---- |
| 2010년 | 《이끼》     | 윤태호의 웹툰,《이끼》    |      |
| 2008년 | 《순정만화》 | 강풀의 웹툰, 《순정만화》 |      |
| 2008년 | 《바보》     | 강풀의 만화, 《바보》     |      |
| 2006년 | 《아파트》   | 강풀의 웹툰, 《아파트》   |      |

## 개봉 예정인 작품
| 개봉 | 제목     | 원작                        | 비고                |
| ---- | -------- | --------------------------- | ------------------- |
| 예정 | 테러맨   | 한동우, 고진호의 《테러맨》 | 슈퍼스트링 실사화 2 |
| 예정 | 머니게임 | 배진수의 «머니게임»         | 드라마 2024년       |

## 같이 보기
- 웹툰 목록
- 웹툰을 원작으로 한 텔레비전 드라마 목록
- 소설을 원작으로 삼은 영화 목록